# Nikki Benz

La firma di Nikki Benz

Nikki Benz, pseudonimo di Álla Mončák (in russo А́лла Монча́к?; Mariupol', 11 dicembre 1981), è un'attrice pornografica canadese di origine sovietica.

## Biografia
Nata nel 1981 a Mariupol', nell'allora Ucraina sovietica, si trasferì a 7 anni a Toronto, in Canada, paese in cui abitava la famiglia del padre. Iniziò a lavorare come modella prima di compiere 18 anni, mentre si dedicò all'industria del porno prima dei 21 anni. Firmò per la Pleasure Productions nel gennaio 2003. Dopo la scadenza del contratto, firmò per la Jill Kelly Productions nel settembre 2004, prima di accordarsi nel settembre 2005 con la TeraVision. Da diversi anni è uno dei volti più famosi del sito Brazzers di cui produce le proprie scene attraverso la sua compagnia Nikki Benz Inc. La rivista Penthouse l'ha nominata Pet of the Year nel 2011.
Nel 2012 è apparsa nel videogioco Saints Row: The Third - Penthouse Pack realizzato da Volition. Nel 2013 è apparsa nel film Pain & Gain - Muscoli e denaro nel ruolo di una spogliarellista. Nel 2014 è apparsa nel film My Trip Back To The Dark Side e nel video musicale Lose Yourself derivante da esso. Sempre nel 2014, Benz ha annunciato la sua candidatura a sindaco della città canadese di Toronto tramite il suo account Twitter. L'annuncio è stato successivamente ripreso da Huffington Post, TMZ e in un'intervista Playboy.com. La notizia ha anche guadagnato l'attenzione internazionale attraverso Yahoo.
Nell'intervista a Playboy, Benz ha discusso vari temi della campagna elettorale, tra cui i diritti degli omosessuali, la situazione economica della città e il trasporto pubblico (il suo programma prevedeva il sostegno e la raccolta di fondi per la linea della metropolitana Relief Downtown). Ha inoltre commentato l'abuso di sostanze stupefacenti pubblicamente ammesso dall'ex-sindaco Rob Ford e l'interruzione della sua campagna mentre frequentava una riabilitazione dalla droga. Benz ha anche promesso di donare metà del suo stipendio come sindaco ai cittadini. Il 28 maggio 2014 Benz ha cercato di presentare la sua domanda di candidatura, ma il comune di Toronto non ha accettato la sua candidatura perché la patente dell'Ontario, presentata come documento d'identità valido per il Canada, era scaduta.
Nel 2015 Benz e la sua collega Alexis Texas si sono rese protagoniste di una manifestazione per la parità di genere in topless a Times Square. Nel dicembre 2016 ha denunciato il produttore Tony T., per il suo comportamento violento tenuto sul set di una scena girata per Brazzers. Dopo che alla sua denuncia sono seguite quelle delle colleghe Dana DeArmond, Carter Cruise e Devon, che hanno confermato il comportamento violento dell'uomo, Brazzers ha licenziato Tony T. Il produttore e l'attore Ramón Nomar hanno intentato una causa contro la Benz e Brazzers per diffamazione. In passato è stata spesso ospite di KSEX. Fa parte della Hall of Fame degli AVN Awards dal 2016.
Ha, inoltre, partecipato come giudice a tutte le edizioni di DP Star, un talent edito da Digital Playground, e alla prima di Brazzers House, prodotto da Brazzers. Nel 2020 ha condotto l'edizione annuale degli AVN Awards insieme ad Emily Bloom. Nel 2022, dopo quattro anni di inattività dalle scene ad eccezione dei contenuti su OnlyFans, gira per Naughty America "My Friend's Hot Mom".

## Riconoscimenti
- AVN Awards
  - 2016 – Hall of Fame - Video Branch[15]

- XBIZ Awards
  - 2015 – Crossover Star Of The Year[16]